# Kljusač
Kentaver Kljusač (v izvirniku angleško Foaly) je eden od literarnih likov v seriji knjig Eoina Colferja Artemis Fowl.
Je glavni tehnični svetovalec pri LEP rekon (leteče enote policije za rasno in ekološko kontrolo). Prijatljuje s človekom Artemisom Fowlom II, vilinko Marjeto Mali ter s škratom Gnojem Kopačem.